# ABC-cabaret

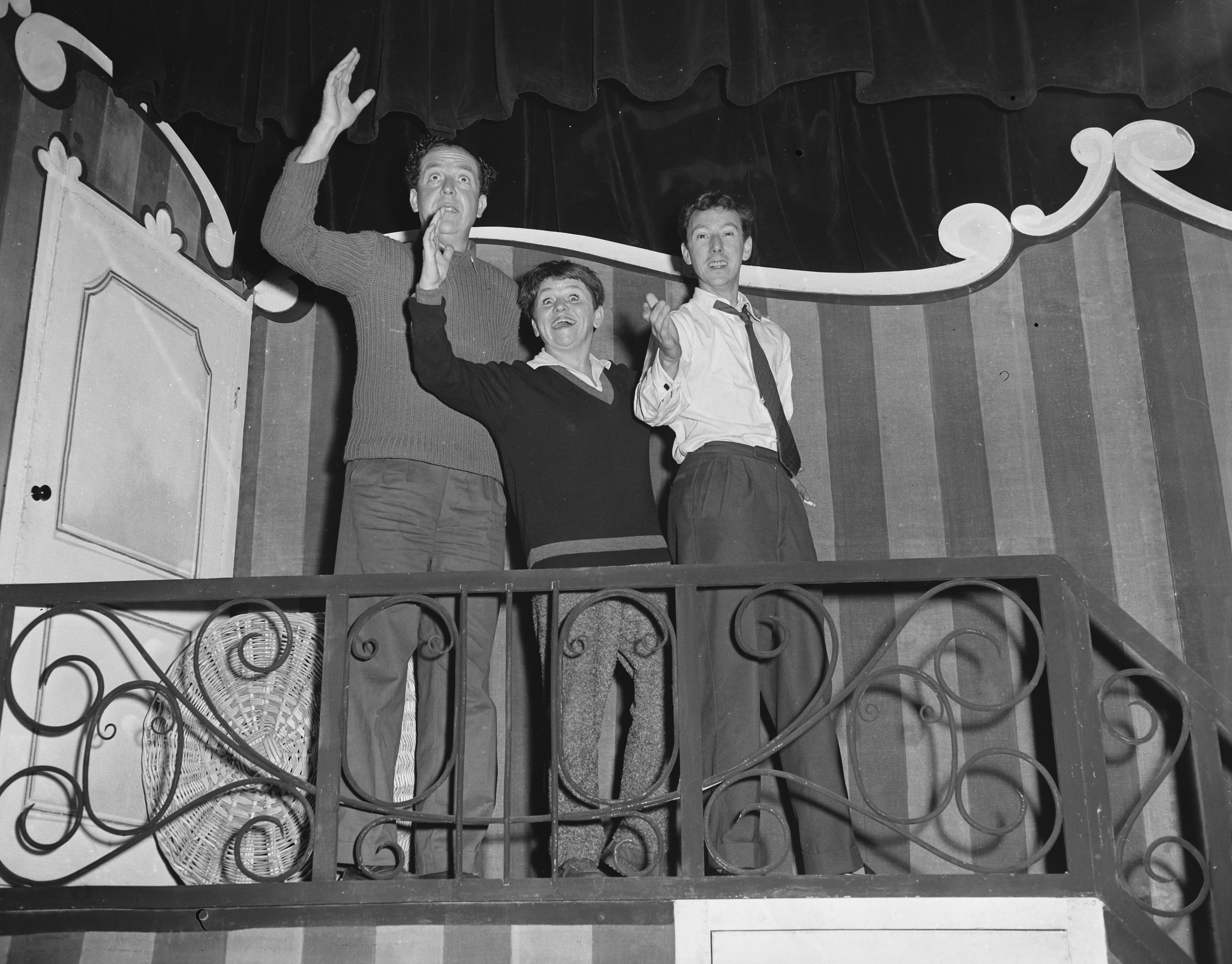
De kat van huis door het ABC-cabaret in 1955 (Wim Kan, Corry Vonk en Albert Mol)

Het ABC-cabaret was een cabaretgezelschap dat in 1936 werd opgericht door Wim Kan en bleef voortbestaan tot 1970.

## De eerste jaren, 1936-1939
In 1936 richt acteur en auteur Wim Kan samen met Louis Grimberg en Corry Vonk het ABC-cabaret op. De naam van het gezelschap komt van Corry Vonk en heeft geen diepe betekenis. Kan en Grimberg laten zich inspireren door het Duitse politieke cabaret als bijvoorbeeld Die Pfeffermühle van Erika Mann en het cabaret van Rudolf Nelson. Gezien de politieke situatie in Duitsland, waar op dat moment Adolf Hitler aan de macht is, is Die Pfeffermühle uitgeweken naar Nederland. Het ABC-cabaret laat zich inspireren door deze gezelschappen, al is de politieke boodschap minder belangrijk dan bij Die Pfeffermühle.  Het debuut van het ABC-cabaret is op 15 augustus 1936 met het programma “Daar zit muziek in”. Behalve Kan, Grimberg en Vonk doen ook Cor Hermus, Tilly Perin-Bouwmeester, Fientje Berghegge en Marie Marletto mee. De teksten zijn grotendeels van Wim Kan. Het publiek reageert enthousiast, net als de pers. Het ABC-cabaret staat aan de vooravond van een nieuw cabarettijdperk. Na de dood van Jean-Louis Pisuisse in 1927 was het cabaret in Nederland grotendeels voorbij. Afgezien van Louis Davids hield niemand zich meer met het genre bezig. Het ABC-cabaret herstelt de traditie en breekt tegelijkertijd met de oude waarden. Niet langer is er sprake van een liedje-sketch-liedje-formule zoals bij Pisuisse, maar brengt men een hecht ensemble met een goed voorbereid programma en geen losse verzameling liedjes, dansjes en praatjes.

## De oorlogsjaren 1939-1945
In december 1939 reist het ABC-cabaret door het toenmalig Nederlands-Indië. Het gezelschap, waartoe onder anderen pianist Cor Lemaire behoort, is uitgenodigd door de Bond van Nederlands-Indische Kunstkringen en brengt het programma ‘100 dagen uit en thuis’. Als men wil terugkeren is Nederland door nazi-Duitsland bezet. Het gezelschap moet in Nederlands-Indië blijven. Als Japan de archipel binnenvalt en in maart 1942 bezet, verdwijnt het gezelschap in Japanse interneringskampen. Pas in 1946 keert men terug naar het inmiddels bevrijde Nederland. Tijdens de oorlog heeft Wim Kan in de kampen shows gegeven voor zijn medegevangenen. Corry Vonk weet alle teksten van het ABC-cabaret te redden en mee te smokkelen tijdens haar internering.

## De wedergeboorte 1946-1952
Na de oorlog wordt het ABC-cabaret heropgericht. Kan en Vonk treden samen met Cruys Voorbergh, Sophie Stein, Johan Elsensohn, Cilly Wang en Albert Mol op. De laatste is met name ook belangrijk voor de choreografie van het gezelschap. Langzamerhand drukt Kan zijn stempel op het ensemble. Hij treedt ook meer op de voorgrond als conferencier. Dit heeft gevolgen voor de samenstelling van het gezelschap. De grote namen verdwijnen langzaam uit het ensemble en de focus verschuift naar een tweedeling in het programma. Het ensemble onder leiding van Corry Vonk voor de pauze en Kan als conferencier er na.

## De vette jaren 1952-1964

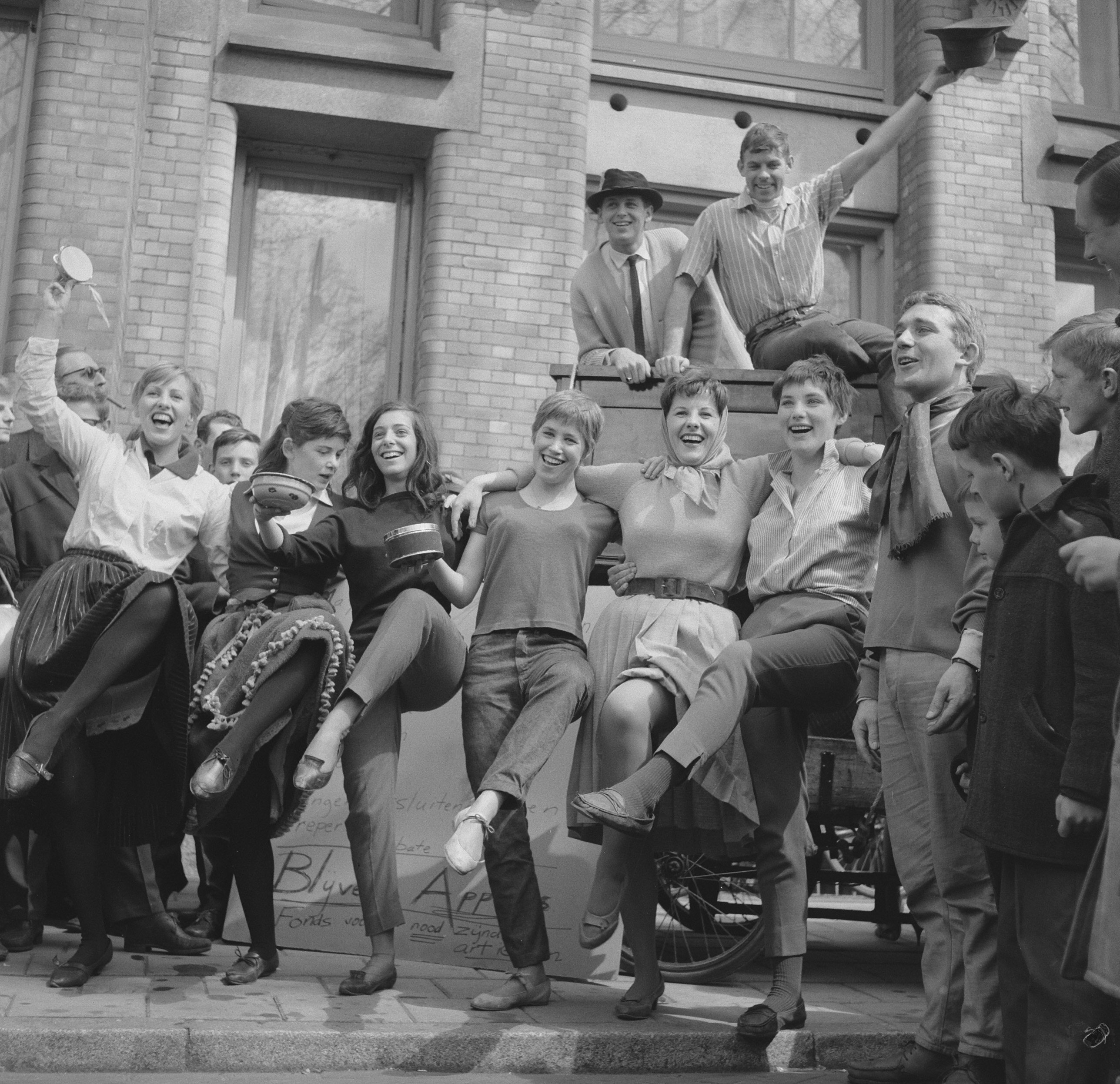
Herexamen door het ABC-cabaret (1962), met onder meer Nelly Frijda, Jenny Arean en Henk Elsink

Het ABC-cabaret is in deze periode veelal samengesteld uit debutanten, jonge cabaretiers die bij Kan het vak leren en onder Corry Vonk worden getraind in zang en dans. Vele jonge cabarettalenten maken bij Kan het debuut: Lia Dorana, Sylvia de Leur, Rijk de Gooyer, Carry Tefsen, Henk Elsink, Wieteke van Dort, Marnix Kappers, Sieto en Marijke Hoving, Nelly Frijda, Mimi Kok jr, Frits Lambrechts, Marjan Berk, Frans Halsema, en Jenny Arean. De audities worden door Kan zelf afgenomen, maar altijd met Corry Vonk als secondant. Regelmatig springt Corry voor de sollicitanten in de bres. Zo haalt ze Kan over om Marjan Berk toch aan te nemen. Kan had Berk afgewezen, maar Vonk vond dat het meisje geholpen moest worden omdat ze zwanger was. Overigens had Kan niet altijd gelijk: in 1959 wees hij de piepjonge Jasperina de Jong af wegens 'gebrek aan talent'. Kan schrijft nog altijd het grootste deel van het materiaal en dat kost hem meer moeite dan voorheen. De meeste programma's in de jaren vijftig worden meerdere seizoenen doorgespeeld. Er worden ook allerlei experimenten uitgevoerd. In 1959 vermaakt goochelaar Fred Kaps het publiek in de pauze. De shows blijven echter succesvol en veelal uitverkocht. Kan is enorm populair, mede ook door zijn Oudejaarsconferences die op de radio worden uitgezonden. In 1961 speelt het cabaret zijn succesvolste programma: Herexamen. Wim Sonneveld en Toon Hermans dragen bij met teksten en regie. Zelfs in het tweede seizoen zijn de kaarten niet aan te slepen.

## De roerige jaren 1965-1970
In de jaren zestig raakt de formule, van Corry en de groep voor de pauze en Kan erna, sleets als Kans conferences steeds belangrijker worden en de ensemblenummers het publiek niet meer kunnen boeien. Meer en meer blijkt dat de mensen alleen voor Kan komen en niet meer voor de nummers voor de pauze. Kan krijgt nog meer moeite om met materiaal voor zijn talenten te komen. 
In 1964 is Wat een land! Wat een land! nog zeer succesvol. Ook Corry Vonk heeft nog een hit met het nummer: Met m'n vlaggetje, m'n hoedje en m'n toeter. Maar de tijdgeest verandert. De jaren zestig staan in het teken van verandering en verzet. Cabaretgezelschappen als Lurelei staan dichter bij de jongeren dan het ABC-cabaret van Kan. Een televisieprogramma als Zo is het toevallig ook nog eens een keer doen schokgolven door de Nederlandse samenleving gaan. Kan, die altijd gevoelig is geweest voor wat er leeft in de samenleving, voelt die tijdgeest wel aan. Het programma Wat een land, wat een land speelt al in op de veranderingen. Maar de grote klap komt halverwege de jaren zestig. Na 1965 komt de protestbeweging opzetten en in 1968 het studentenverzet. De kritiek op de gevestigde orde wordt sterker. Plotseling is alles van vroeger uit de tijd. Het traditionele toneel, de klassieke muziek en het amusement. Kan probeert daar nog op in te spelen met Hop! Hop! Hop! uit 1968. Hier komt hij op als politieagent op een paard en zwaaiend met een knuppel. Kan zoekt contact met de nieuwe protestgeneratie door het aantrekken van Marnix Kappers en Wieteke van Dort. Maar de kritiek is genadeloos. Wanhopig herschrijft Kan het programma, maar kan niet verhinderen dat de voorstellingen uitgaan als een nachtkaars. De formule van het ABC-cabaret is uitgedoofd. Alleen de conferences van Kan doen het nog goed. Na lang aarzelen hakt Kan de knoop door en besluit solo te gaan. In 1970 heft hij het gezelschap op.

## Programma's (selectie)
- Daar zit muziek in (1936)
- (ensemble: Wim Kan, Louis Grimberg, Corry Vonk, Fientje Berghegge, Cor Hermus, Tilly Perin-Bouwmeester, Mario Marletto)
- 100 dagen uit en thuis (1939)
- De mooiste ogenblikken (1946)
- Salto Mortale (1947)
- Tussen Ot en Sien en Sartre (1948)
- Dat leuke leven (1949)
- Meester ABC (1950)
- ABC Expres (1951)
- De moordzaak ABC (1952)
- Bibelonië (1952-1954) (met o.a. Joop Visscher, Mimi Kok jr,  Rijk de Gooijer en Teddy en Henk Scholten)
- Bedriegertjes (1954-1955) (met o.a. Nelly Frijda, Mimi Kok jr, Marijke Hoving, Sylvia de Leur, Lia Dorano, Jaap Maarleveld, Joop Vischer en Max Anders)
- Kat van Huis (1955-1956) (met o.a. Mimi Kok jr, Marjan Berk en Maya Bouma, Rita Kuijken, Sieto Hoving e.a.)
- Engelen en Spoken (1957-1958)
- (ensemble: Wim Kan, Corry Vonk, Nelly Wiegel (Nelly Frijda), Marjan Berk, Sant Heyermans, Marlene Gobau, Dorien Myksenaar, Mieke Kemmers,  Margriet de Groot, Peter van Hattum) gasten: Cilly Wang en Albert Mol
- Laat je niks wijsmaken (1959-1960)
- (ensemble 1959: Wim Kan, Corry Vonk, Maya en Annelies Bouma, Sant Heyermans, Margriet de Groot, Philippine Aeckerlin, Jacco van Renesse)
- (ensemble 1960: Wim Kan, Corry Vonk, Annelies Bouma, Sant Heyermans, Jacco van Renesse, Jenny Arean, Floryth Polak, Loekie Wink, Vicka Borg)
- Herexamen (1961-1963)
- (ensemble: Wim Kan, Corry Vonk, Jenny Arean, Maya en Annelies Bouma, Sant Heyermans, Philippine Aeckerlin, Jacco van Renesse, René Frank, Henk Elsink, Eva Gosler)
- Hale voor de nationale (1963) Gelegenheidsprogramma ter gelegenheid van het honderdjarig bestaan van de Nationale levensverzekeringsmaatschappij
- (ensemble: Wim Kan, Corry Vonk, Jenny Arean, Nelly Freyda, Annelies Bouma, Eva Gosler)
- Wat een land! Wat een land! (1964-1966)
- (ensemble 1964: Wim Kan, Corry Vonk, Jenny Arean, Jacco van Renesse, Celia Nufaar, Carry Tefsen, Frans Halsema)
- (ensemble 1965: Wim Kan, Corry Vonk, Celia Nufaar, Carry Tefsen, Frans en Ank Halsema, René Frank, Sylvia de Leur)
- (ensemble 1966:  Wim Kan, Corry Vonk, Celia Nufaar, Carry Tefsen, Frans en Ank Halsema, René Frank)
- Hop! Hop! Hop! (1968-1969)
- (ensemble: Wim Kan, Corry Vonk, Sant Heyermans, René Frank, Wieteke van Dort, Marnix Kappers, Frits Lambrechts)